# Zornia
Genre
Zornia est un genre de plantes à fleurs dicotylédones de la famille des Fabaceae, sous-famille des Faboideae, à répartition pantropicale, qui compte 86 espèces acceptées.

## Étymologie
Le nom générique, « Zornia », est un hommage à Johann Zorn (1739-1799), pharmacien et botaniste allemand.

## Liste d'espèces
Selon The Plant List (25 septembre 2018) :
- Zornia acuta S.T.Reynolds & A.E.Holland
- Zornia adenophora (Domin) Mohlenbr.
- Zornia albiflora Mohlenbr.
- Zornia albolutescens Mohlenbr.
- Zornia apiculata Milne-Redh.
- Zornia areolata Mohlenbr.
- Zornia baliensis Mohlenbr.
- Zornia bracteata J.F.Gmel.
- Zornia brasiliensis Vogel
- Zornia brevipes Milne-Redh.
- Zornia burkartii Vanni
- Zornia cantoniensis Mohlenbr.
- Zornia capensis Pers.
- Zornia cearensis Huber
- Zornia chaetophora F.Muell.
- Zornia confusa Vanni
- Zornia contorta Mohlenbr.
- Zornia crinita (Mohlenbr.) Vanni
- Zornia cryptantha Arechav.
- Zornia curvata Mohlenbr.
- Zornia diphylla (L.) Pers.
- Zornia disticha S.T.Reynolds & A.E.Holland
- Zornia durumuensis De Wild.
- Zornia echinata Mohlenbr.
- Zornia echinocarpa (Meissner) Benth.
- Zornia filifolia Domin
- Zornia filifoliola Pittier
- Zornia fimbriata Mohlenbr.
- Zornia flemmingioides Moric.
- Zornia floribunda S.T.Reynolds & A.E.Holland
- Zornia gardneriana Moric.
- Zornia gavilanesii Brandao & Sousa Costa
- Zornia gemella (Willd.) Vogel
- Zornia gibbosa Span.
- Zornia glabra Desv.
- Zornia glaziovii Harms
- Zornia glochidiata DC.
- Zornia harmsiana Standl.
- Zornia hebecarpa Mohlenbr.
- Zornia herbacea Pittier
- Zornia intecta Mohlenbr.
- Zornia laevis Schltdl. & Cham.
- Zornia lasiocarpa A.R.Molina
- Zornia latifolia Sm.
- Zornia leptophylla (Benth.) Pittier
- Zornia linearis E.Mey.
- Zornia marajoara Huber
- Zornia maritima S.T.Reynolds & A.E.Holland
- Zornia megistocarpa Mohlenbr.
- Zornia microphylla Desv.
- Zornia milneana Mohlenbr.
- Zornia muelleriana Mohlenbr.
- Zornia multinervosa Bacigalupo
- Zornia muriculata Mohlenbr.
- Zornia myriadena Benth.
- Zornia nuda Vogel
- Zornia oligantha S.T.Reynolds & A.E.Holland
- Zornia orbiculata Mohlenbr.
- Zornia pallida Mohlenbr.
- Zornia papuensis Mohlenbr.
- Zornia pardina Mohlenbr.
- Zornia pedunculata S.T.Reynolds & A.E.Holland
- Zornia piurensis Mohlenbr.
- Zornia pratensis Milne-Redh.
- Zornia puberula Mohlenbr.
- Zornia punctatissima Milne-Redh.
- Zornia quilonensis Ravi
- Zornia ramboiana Mohlenbr.
- Zornia ramosa S.T.Reynolds & A.E.Holland
- Zornia reptans Harms
- Zornia reticulata Sm.
- Zornia sericea Moric.
- Zornia setosa Baker f.
- Zornia sinaloensis Mohlenbr.
- Zornia songeensis Milne-Redh.
- Zornia stirlingii Domin
- Zornia tenuifolia Moric.
- Zornia thymifolia Kunth
- Zornia trachycarpa Vogel
- Zornia ulei Harms
- Zornia vaughaniana Mohlenbr.
- Zornia venosa Mohlenbr.
- Zornia vestita Mohlenbr.
- Zornia virgata Moric.
- Zornia walkeri Arn.
- Zornia zollingeri Mohlenbr.